# Кессі Петтен
Кессі Петтен  (англ. Cassie Patten, 1 січня 1987) — британська плавчиня, олімпійська медалістка.

## Виступи на Олімпіадах
| Олімпіада  | Дисципліна                                 | Місце |
| ---------- | ------------------------------------------ | ----- |
| Пекін 2008 | плавання на 800 метрів вільним стилем      | 8     |
| Пекін 2008 | плавання на 10 кілометрів у відкритій воді | 3     |